# Ahmad Ben Baso
Ahmed Ben Basso fue un alarife musulmán del siglo xii, que desarrolló su actividad en Al-Ándalus durante la dominación del Imperio almohade.

## Biografía y obra
Su primera obra documentada data de 1160. En 1171 fue elegido por el califa almohade Abu Yaqub Yusuf para construir los palacios de la Buhayra en Sevilla, los cuales según las crónicas que se conservan eran de una belleza y un refinamiento extraordinario y contaban con hermosos jardines, grandes olivos traídos expresamente desde el Aljarafe, árboles frutales y plantas aromáticas. 
Más tarde realizó el trazado de la nueva mezquita de Sevilla en la que trabajaron numerosos artesanos procedentes del sur de la península ibérica y el norte de África, la cual era de gran tamaño, similar a la actual Mezquita de Córdoba; disponía de una cúpula sobre el mihrab y estaba ricamente decorada con piezas de ébano, oro, marfil y sándalo. Actualmente solo se conserva el patio de abluciones (Patio de los Naranjos) y algunas zonas muy modificadas próximas a la Puerta del Perdón, todo ello integrado en la Catedral de Sevilla.
También fue el que inició la construcción en 1184 de la torre minarete que más tarde se llamó Giralda, para lo cual hubo de cegar primero un manantial que dificultaba la realización de los cimientos y construir una serie de rampas que permitían el acceso a las obras mediante cabalgaduras.
Se desconoce la fecha exacta de su fallecimiento, aunque se cree que debió ser anterior a 1188, pues en ese año las obras de la mezquita ya no estaban bajo su dirección. El minarete de la mezquita Kutubía de Marrakech, construida previamente por el mismo Ahmad Ben Basso, fue el modelo en el que se inspiró el alminar de la entonces Isbilya en el siglo XII, que es la Giralda.